# Mikołaj Demidow
Mikołaj Demidow (biał. Мікалай Іванавіч Дзямідаў, Mikałaj Iwanawicz Dziamidau; ur. 10 grudnia 1888 w Gródku, zm. 23 maja 1967 w Chicago) – białoruski wojskowy (generał major), działacz narodowy, oświatowy i społeczno-kulturalny.

## Życiorys
Uczył się w męskim gimnazjum filologicznym w Łomży. W 1905 ukończył seminarium pedagogiczne w Świsłoczy. Od 1907 pracował w urzędzie służby ruchu na kolei, a następnie jako nauczyciel w szkole powszechnej. Jednocześnie został wolnym słuchaczem kursów wieczorowych na wydziale historyczno-filologicznym Uniwersytetu Warszawskiego. W 1910 w średniej szkole realnej w Białymstoku zdał egzamin na nauczyciela szkół powiatowych. Od 1 października 1911 był dyrektorem szkoły kolejowej w Białymstoku. W 1912 uczęszczał na letni kurs pedagogiki i metodyki oraz kurs historii w instytucie pedagogicznym w Wilnie, zdając egzamin na nauczyciela historii i języka rosyjskiego.
Brał udział w I wojnie światowej. Służył w pododdziałach gospodarczych w różnych oddziałach wojskowych na Kowieńszczyźnie, zaś od stycznia 1915 zajmował funkcję pisarza wojskowego oddziału mobilizacyjnego oficerów w Piotrogrodzie. Od końca 1915 do października 1916 przeszedł kurs w nikołajewskiej akademii wojskowej, po czym skierowano go do 1 pawłowskiej szkoły wojskowej. Po jej ukończeniu 1 lutego 1917, został oficerem szkoleniowym 7 kompanii szkolnej. Po rewolucji październikowej 1917 przystąpił do bolszewików. Objął funkcję komisarza okręgowego w Nowogródku. Podczas pobytu w Dźwińsku na pocz. marca 1918 dostał się do niewoli niemieckiej i został osadzony w obozie jenieckim.
Po zakończeniu wojny pod koniec listopada tego roku wyszedł na wolność i przyjechał do Wilna, gdzie nawiązał kontakty z białoruskimi działaczami narodowymi. Przystąpił do organizacji białoruskich oddziałów wojskowych w litewskiej armii. 1 grudnia 1918 został odkomenderowany do litewskiego ministerstwa obrony. Jednak już 20 grudnia w stopniu kapitana został komendantem miasta Grodno, pełniącego rolę stolicy Białoruskiej Republiki Ludowej. Podjął energiczną działalność w celu utworzenia białoruskich oddziałów wojskowych. Sformował 350-osobowy samodzielny batalion grodzieńskiej komendantury. Z jego inicjatywy doszło do utworzenia punktów werbunkowych w 10 miejscowościach Białorusi. 1 czerwca 1919, po zajęciu Grodna przez polskie wojska, został aresztowany przez Polaków i pod koniec lipca tego roku osadzony na krótko w obozie dla internowanych w Białymstoku. Po wypuszczeniu na wolność we wrześniu, przeszedł kurs nauczycielski. W tym samym czasie wszedł w skład Białoruskiej Komisji Wojskowej w Wilnie, której działalność została zalegalizowana 22 października dekretem Józefa Piłsudskiego. Na początku grudnia wraz z innymi członkami Komisji przybył do Mińska. Został skierowany do białoruskiej szkoły podchorążych w Warszawie.
Rozczarowany działalnością Komisji latem 1920, podczas bolszewickiej ofensywy na Warszawę, wstąpił do sojuszniczych oddziałów gen. Stanisława Bułak-Bałachowicza, gdzie sformował 700-osobowy samodzielny batalion białoruski, stając na jego czele. W październiku tego roku gen. S. Bułak-Bałachowicz mianował go komendantem wszystkich białoruskich oddziałów wojskowych na Białorusi. Mikołaj Demidow wziął udział w listopadowej kampanii bałachowców na zajętych przez bolszewików obszarach białoruskich w rejonie Mozyrza. Jego batalion w składzie ostrowskiego pułku piechoty 2 dywizji piechoty prowadził w dniach 10–14 listopada 1920 zwycięskie walki o Kalinkowicze. 21 listopada doszedł wraz białoruskim batalionem smoleńskiego pułku piechoty do linii rzeki Prypeć, po czym wspomógł główne siły gen. S. Bułak-Bałachowicza, wycofujące się spod Rzeczycy, gdzie zostały pobite przez wojska bolszewickie. Po internowaniu wojsk gen. S. Bułak-Bałachowicza 400-osobowy batalion Demidowa pozostawał w strefie neutralnej pomiędzy wojskami sowieckimi i polskimi, na lewym brzegu Prypeci. Po boju z sowieckim 40 pułkiem strzeleckim 29 listopada, a następnie kolejnymi oddziałami bolszewickimi 3 grudnia, został zmuszony do przejścia na polską stronę granicy.
W styczniu 1921 został zdemobilizowany, zaś Demidowa internowano i osadzono w obozie w Radomiu. 1 czerwca tego roku został wypuszczony, po czym został kierownikiem szkoły powszechnej w Grodnie. Działał w białoruskim ruchu narodowym. W 1922 startował w wyborach do Sejmu jako kandydat Bloku Mniejszości Narodowych. W wyniku jego wystąpień publicznych doszło do wystąpień ludności białoruskiej, co doprowadziło do jego krótkotrwałego aresztowania. Podczas trwania procesu zbiegł do Wilna, a stamtąd do Dźwińska na Łotwie. Tam został nauczycielem w białoruskiej szkole w rejonie Dźwińska. Od 1924 mieszkał w Rydze, gdzie współpracował z byłym generałem białoruskim Kastusiem Jezawitawem. Został członkiem białoruskich towarzystw kulturalno-społecznych „Беларуская хатка” i „Рунь”. Współpracował z białoruską sekcją w łotewskim ministerstwie kultury. Po zajęciu Łotwy przez Armię Czerwoną w 1940, został aresztowany przez NKWD i osadzony w więzieniu na Łubiance w Moskwie. Wypuszczony wkrótce na wolność powrócił na Łotwę.
Po jej zajęciu przez wojska niemieckie w 1941, podjął współpracę z okupantami. Objął funkcję inspektora białoruskich szkół powszechnych na Dźwińszczyźnie. W kilku szkołach wprowadził język białoruski jako główny. W 1943 został okręgowym inspektorem szkolnym w Lidzie. Zorganizował kursy nauczycielskie. W tym samym roku sformował tam batalion Białoruskiej Samopomocy Ludowej. W czerwcu 1944 ewakuował się do Niemiec. 12 października tego roku w Berlinie objął funkcję komendanta kursów podoficerskich przy 1 Kadrowym Batalionie Białoruskiej Obrony Krajowej. 27 października odkomenderowano go do pracy w oddziale mobilizacyjnym kierownictwa spraw wojskowych w Białoruskiej Centralnej Radzie.
Po zakończeniu wojny przebywał we francuskiej strefie okupacyjnej. W 1948 był jednym z inicjatorów zwołania soboru białoruskiej autokefalicznej cerkwi prawosławnej. W 1950 zamieszkał w USA. Wszedł w skład kierownictwa Białorusko-Amerykańskiej Rady Narodowej. Działał w Stowarzyszeniu Białorusinów Stanu Illinois. Prowadził audycje radiowe po białorusku w radiu w Chicago. Był kierownikiem chóru kościelnego parafii prawosławnej Św. Jerzego w tym mieście.